# Gaarveen
Gaarveen, Gronings Goarveen, is een voormalige buurtschap in het kerspel Kolham in de gemeente Midden-Groningen. Het gebied wordt tegenwoordig tot Froombosch gerekend. Gaarveen was het westelijke deel van Froombosch met de gehuchten Bovenhuizen en Buitenhuizen.
Het Gaarveen was een spits toelopende ontginningsblok rond de bovenloop van de Slochter Ae (Ruiten Ae), dat pas laat in cultuur is gebracht. Het Oudfriese bestanddeel gader- ('tegader, tezamen') verwijst mogelijk naar het gemeenschappelijke gebruik van de landerijen, dan wel naar het spits (geer, Oudfries gâre) toelopende ontginningsblok rond de bovenloop van de Slochter Ae of Ruiten Ae. Het lag in het kerspel Kolham in een gebied dat nu tot Froombosch wordt gerekend, ten zuiden van de buurtschap Ruiten. De naam kwam tot het begin van de 20e eeuw voor op topografische kaarten. De provinciekaart van Theodorus Beckeringh uit 1781 spreekt over 't  Gerveen. In de kerkelijke administratie komt het toponiem slechts eenmaal voor (namelijk in 1729).
Een belangrijk deel van het Gaarveen bestond uit twintig akkers veenland, waarvan twaalf eigendom waren van de kerk van Slochteren en acht van dorpsheer Rengers, wiens weduwe dit bezit in 1634 aan de stad Groningen verkocht. Het onvergraven Gaarveen strekte zich uit tot aan de oevers van het Sappemeer, waar vervolgens de buurtschappen Achterdiep en Jagerswijk ontstonden. Zelfs aan het einde van de 18e eeuw bestond een deel van het gebied uit onvergraven hoogveen.
Gaerffeen of Garvene vormde al sinds de 15e eeuw een afzonderlijk zijleed binnen het Slochterzijlvest, die behoorde tot de schepperij Westzijde van Slochteren. De landeigenaren hoefden slechts de helft van de normale waterschapslasten te betalen, omdat hun sloten niet direct in de Slochter Ae uitmondden. Daaronder waren opvallend veel kloosters en hoofdelingen, die hier kennelijk hun turf lieten graven.
Dorpen: Borgercompagnie · Foxhol · Froombosch · Harkstede · Hellum · Hoogezand · Kiel-Windeweer · Kolham · Kropswolde · Luddeweer · Meeden · Muntendam · Noordbroek · Overschild · Sappemeer · Scharmer · Schildwolde · Siddeburen · Slochteren · Steendam · Tripscompagnie · Tjuchem · Waterhuizen · Westerbroek · Woudbloem · Zuidbroek

Buurtschappen: Achterdiep · Akkereinden · Ayngehorn · Beneden Veensloot · Blokum · Bokhörn · Borgweg · Boven Veensloot (deels) · Bovenhuizen · Bovenstreek · Buitenhuizen · Denemarken · Drukkebuurt · Duurkenakker · Eelshuis · Foxham · Foxholsterbosch · Gaarland · Gaarveen · De Hammen · Den Ham · Hamweg · Heerenlaan · Heidenschap · De Hole · Huisweeren · Jagerswijk · Kalkwijk · Kiel · Klein Harkstede (deels) · Kleinemeer · 't Klooster · Korengarst · Kostverloren · Lageland · Langewijk · Leentjer · Lula · Medumertol · Nieuwe Compagnie · Noordbroeksterhamrik · Noordbroeksterveen · Oosterweeren · Oostwold · Oude Verlaat · De Paauwen · Roeksweer · Ruiten · Schaaphok · Schildland ·  Siddebuursterveen · Spitsbergen · Stootshorn · Tusschenloegen · Tussenklappen · Uiterburen · Uitham · Veendijk · Het Veen · 't Veen · Veenhuizen · Vossenburg · Weereweg · Westeind · Wilderhof · Windeweer · Winkelhoek · Wolfsbarge · De Zanden · Zandwerf · Zuiderveen 

Wijk: Gorecht · Gouden Driehoek · Martenshoek · Meerwijck · Ruitershorn · Rengerspark · Sappemeer-Noord · De Vosholen · Woldwijck · Zuiderpark

Groningen: Steden en dorpen      Nederland: Provincies · Gemeenten